# ونم واری کریشنپورم
ونم واری کریشنپورم (به انگلیسی: Vanam Vari Krishnapuram) یک روستا در هند است که در آندرا پرادش واقع شده‌است.

## خصوصیات
ونم واری کریشنپورم ۲٬۸۰۰ نفر جمعیت دارد و ۱۳۰ متر بالاتر از سطح دریا واقع شده‌است.

## نگارخانه

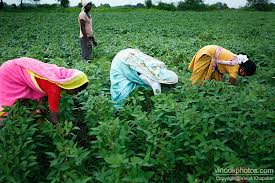
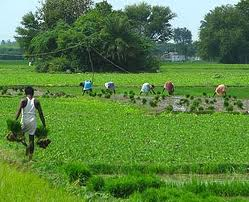